# Jacques Rozier
Jacques Rozier (ur. 10 listopada 1926 w Paryżu, zm. 31 maja 2023) – francuski reżyser i scenarzysta filmowy.

## Kariera
Jacques Rozier utożsamiany był z grupą filmowców określanych jako przedstawiciele francuskiej Nowej Fali (fr. Nouvelle Vague); współpracował z Jeanem-Lucem Godardem. Trzy jego filmy prezentowane były na Festiwalu Filmowym w Cannes. W 1978 był członkiem jury konkursu głównego na 28. MFF w Berlinie.
Zmarł 31 maja 2023 roku w wieku 96 lat.

## Wybrana filmografia
- 1954: Cierń w stopie
- 1955: Powrót do szkoły
- 1958: Niebieskie dżinsy
- 1962: Żegnaj Filipino
- 1964: Filmowcy naszych czasów
- 1964: Paparazzi
- 1973: Po stronie Oroueta
- 1976: Rozbitkowie z Wyspy Żółwi
- 1986: Ocean Maine
- 1990: Józefina w trasie
- 1992: Wracajcie wygnane rozkosze!
- 1995: Jak zostać filmowcem bez przejmowania roli
- 2001: Fifi Martingale